# La mirada interior
La mirada interior – singiel andorskiej piosenkarki Marian van de Wal napisany przez Rafaha Tanita, Daniela Aragaya i Rafę Fernándeza oraz wydany w 2005 roku.
W 2005 roku utwór reprezentował Andorę w 50. Konkursie Piosenki Eurowizji dzięki wygraniu w lutym finału specjalnego koncertu, podczas których spośród trzech propozycji wybierana była konkursowa piosenka dla Marian van de Wal. Pod koniec marca ukazała się nowa wersja utworu, w której zmieniono nieco początek oraz aranżację. 19 maja numer został zaprezentowany przez artystkę w półfinale widowiska i zajął ostatecznie dwudzieste trzecie miejsce z 27 punktami na koncie, przez co nie awansował do finału.
Oprócz katalońskojęzycznej wersji piosenki, artystka nagrała utwór także w języku angielskim – „A Look Inside Yourself”.
21 marca premierę miał oficjalny teledysk do utworu, który został nakręcony tydzień wcześniej na terenie jeziora Engolasters niedaleko stolicy kraju (Andorra La Vella), a także w mieście Canillo i w stołecznej hali Meritxell Avenue. Klip został nagrany w ciągu pięciu dni.

## Lista utworów
CD single
1. „La mirada interior” (Version en Catala)
2. „A Look Inside Yourself” (English Version)